# Маэстро (концепция)
Концепция Маэстро — алгоритм совместных действий редакции СМИ по созданию развёрнутых журналистских материалов, основанный на принципах проектирования, интенсивной командной работе и подходе «думай, как читатель». Основная цель концепции — повышение читательского доверия через подготовку качественных журналистских материалов. Концепция Маэстро применима как в печатных, так и в электронных, и онлайн-СМИ.
Задачей редакции, работающей по принципам концепции Маэстро, является создание цельных историй, в которых каждый элемент дополняет другой и привносит дополнительный смысл в рассказ. Целью такой работы является увеличение количества времени, которое читатель уделяет конкретному материалу, а также повышение вовлечённости читателя в материал. В русскоязычной практике такие истории чаще всего становятся «темами номера», «сюжетами», «мультимедийными проектами», «приложениями», «спецпроектами». Концепция Маэстро, по сути, является дизайнерским подходом к планированию редакционной работы. Редакционные обсуждения по принципам Маэстро проводятся в редакции для того, чтобы согласовать разноформатные элементы истории, а также скоординировать работу журналистов, фотографов, дизайнеров, аналитиков и т. д.

## История создания
Концепция Маэстро была разработана в начале 1990-х годов Баком Райаном, в то время доцентом Школы журналистики Медилла Северо-Западного университета. В настоящее время Бак Райан является директором проекта Граждане Кентукки Центра Первой Поправки (The Scripps Howard First Amendment Center), а также преподаёт в Школе Журналистики и Телекоммуникаций Университета Кентукки.
Концепция Маэстро была впервые представлена в апреле 1993 года на конвенции Американского общества новых издателей в Балтиморе, Мериленд. После дебюта представители 324 газет в США, в 59 газетных сообществах, более 50 университетов и средних школ проявили интерес к концепции, купив отчёт и видео «Концепция Маэстро: Новый подход к написанию и редактированию для газет будущего». Охват концепции составляет 48 штатов в США, а также 16 других стран.
«Концепция Маэстро» представлена в восьмой главе в книге «Инструментарий издателя. Справочное руководство для новичков и профессионалов» (The Editor’s Toolbox, A Reference Guide for Beginners and Professionals), изданной в 2001 году. Бак Райан является соавтором книги вместе с Майклом О’Доннеллом.
В июне 2010 года три российские журналистские организации пригласили Бака Райна рассказать о концепции в течение 12-дневного семинара, прошедшего в разных городах России. Один из семинаров был организован в Барнауле для Института Развития Прессы-Сибирь, второй — в Кирове для Российского союза журналистов, третий — в Ростове-на-Дону для Альянса независимых региональных издателей.

## Описание концепции
Концепция Маэстро — это техника тайм-менеджмента, разработанная для редакторов и журналистов. Центральный принцип заключается в предугадывании вопросов, которые волнуют читателей в отношении темы журналистского материала и такой организации работы команды журналистов, которая позволит быстро на эти вопросы отвечать. «Думай как читатель» — слоган концепции. Предполагается, что ответы даются не только в формате текста, но и через визуальные элементы: фотографии, инфографику, врезки, подзаголовки. Концепция Маэстро ставит под сомнение традиционный, конвейерный подход к планированию и подготовке журналистских материалов.
Ключевым элементом концепции является согласованная командная работа специалистов из разных отделов редакции. Журналисты, фотографы, дизайнеры, редакторы встречаются на «маэстро-сессии», чтобы скоординировать свои действия, спланировать структуру материала, нарисовать макет, включающий в себя все возможные элементы.
Четырёхсторонний подход к созданию журналистских материалов предполагает одновременное планирование процессов написания, редактирования, создания визуальных материалов, дизайна. Частично подход основан на результатах исследования «Взгляд на новости» («Eyes on the News»), которые говорят, что в первую очередь люди обращают внимание на фото, иллюстрации, затем — на заголовки, потом — на подзаголовки, в последнюю очередь — на текст.

### Управленческая основа
Концепция Маэстро разработана на основе принципов производственного менеджмента У. Эдварда Деминга (William Edwards Deming). Деминг фокусируется на стремлении к качеству, как самого продукта, так и системы менеджмента в целом. Будучи статистиком, Деминг определил, что если менеджмент в первую очередь фокусируется на ценах, данный подход за длительный период времени вызывал рост цен при снижении уровня качества. Деминг утверждал, что если менеджмент будет направлен на рост качества и одновременно на снижение цен за счёт снижения убытков и уменьшения количества повторных действий в производственном процессе, это поможет снизить цены на продолжительный период. Основным в принципах Деминга является непрекращающееся улучшение системы производства.

### Встречи для генерации идей
Традиционно отбор идей и информационных поводов для публикаций — это ответственность редакторов. Согласно концепции Маэстро, в работе по генерации идей должны вместе участвовать репортёры, фотографы, выпускающие, дизайнеры, равно как и тематические редакторы. Концепция предполагает также и участие тех сотрудников редакции, которых обычно не приглашают на планёрки — работников офиса и библиотекарей (в американских редакциях эта должность считается необходимой, в отличие от российских).
Каждый сотрудник проходит обучение, каким образом команда должна работать «сквозь границы отделов», чтобы максимально полно осветить тему. Цель встреч — сконцентрировать творческую энергию команды, использовать разные подходы к развитию темы.
Группа организуется в виде концентрических кругов. В центральном круге — главный редактор, редакторы отделов, наиболее авторитетные репортёры и люди, отличающиеся креативностью. Следующий круг состоит из контент-менеджеров, фотографов, дизайнеров, аналитиков, библиотекарей и т. д. Третий круг — это люди, которые работают в медиакомпании, но напрямую не вовлечены в работу редакции — сотрудники отдела распространения, отдела рекламы, типографии или производственного отдела. Четвёртый круг объединяет читателей, особенно тех, кто входит в группы «читательских советов» при редакциях. «Читательские советы» помогают шире понять контекст и читательский интерес к информационному поводу.
Встречи по генерации идей проводятся в течение 15-20 минут, они регламентированы тремя правилами:
1. Идеи могут быть предложены любым участником встречи
2. Участник, предложивший идею, необязательно будет ответственным за её реализацию
3. Идеи не критикуются, только высказываются вслух

Редакторы после встречи анализируют идеи, сортируют их и распределяют между теми членами редакции, кто более других подходит для освещения темы.
Концепция не определяет, как часто должны проводиться такие встречи — еженедельно или ежемесячно. Встречи проводятся в тот день, когда присутствует максимальное количество сотрудников.

### Маэстро-сессия
Маэстро-сессия представляет собой короткую встречу (10-15 минут) команды, которая начинается с предварительной проверки. В процессе маэстро-сессии ключевые участники (репортёр, редактор, фотограф, дизайнер) рисуют эскиз публикации до того, как начнётся работа по сбору материала. Руководит сессией «маэстро», старший редактор или редактор отдела. Участники сессии придумывают черновые версии заголовков, фотографий, макета.
Маэстро-сессия концентрируется на качестве создаваемой истории, на соответствии материала интересам аудитории. Во время сессии участники быстро отвечают на ключевые вопросы, интересующие читателя.
Сессия состоит из трёх этапов, проводимых последовательно. Связующей идеей является подход «думай, как читатель».
1. Обсуждение с позиции читателя. Участники сессии обсуждают и записывают вопросы, которые в первую очередь могут прийти в голову читателей. Ответы на эти вопросы должны быть максимально заметны на макете. Затем задаётся вопрос: «Что является самым важным в истории?». В конце этапа задаётся вопрос: «Как читатели смогут дать обратную связь по теме материала?»
2. Визуализация истории. На втором этапе участники сессии макетируют историю, планируя визуальные элементы, которые быстро привлекут внимание читателя и дадут ответы на ключевые вопросы. Помимо фотографий, такими элементами могут стать врезки, графики, списки, карты и другие формы инфографики.
3. Комбинирование элементов. На третьем этапе команда размещает элементы истории, встраивая их в дизайн издания. Результатом этого этапа является план целого материала, на котором указано какие элементы на какие предполагаемые вопросы читателей отвечают.

## Достоинства подхода
- Меньше переписываний. Авторам и редакторам приходится меньше переписывать материалы из-за недостающей информации или проблем в организации работы.
- Меньше неопубликованных фотографий. Фотографам и фоторедакторам реже требуется переснимать фотографии, меньше времени тратится на создание ненужных фотоматериалов
- Уменьшение себестоимости выпуска номера.
- Более дружественная атмосфера в компании. Командная работа сотрудников разных отделов позволяет повысить согласованность действий и взаимоуважение.
- Повышение количества наград за качественную журналистику. Обычно, результаты становятся заметны в течение года после внедрения концепции Маэстро в ежедневную практику редакции.[4]

## Критика подхода
Внедрение концепции Маэстро требует пересмотра и перенастройки всех производственных процессов в редакции. Не все сотрудники готовы менять свои профессиональные привычки и ежедневную практику.